# Pierwotne zapalenie dróg żółciowych
Pierwotne zapalenie dróg żółciowych (ang. primary biliary cholangitis, PBC; dawniej: pierwotna marskość żółciowa wątroby) – przewlekłe schorzenie wątroby o etiologii immunologicznej przebiegające z niszczeniem drobnych wewnątrzwątrobowych przewodzików żółciowych i następową cholestazą. Towarzyszy temu odczyn zapalny, a następnie zwłóknienie i przebudowa marska. Może prowadzić do niewydolności wątroby.

## Etiopatogeneza
Pierwotne zapalenie dróg żółciowych należy do grupy chorób autoimmunologicznych. Polega na niszczeniu nabłonka dróg żółciowych przez własny układ odpornościowy. W PBC dochodzi do reakcji pomiędzy przeciwciałami przeciwmitochondrialnymi (AMA) a komponentem E2 kompleksu dehydrogenazy pirogronianowej zlokalizowanej w wewnętrznej błonie mitochondriów.
Przeciwciała przeciwmitochondrialne AMA nie są specyficzne tylko dla tej choroby. Występują także w polekowych uszkodzeniach wątroby, toczniu trzewnym, kardiomiopatii, gruźlicy i innych schorzeniach. Ściśle swoisty jest typ M2 AMA. Jest wykrywany u 95% pacjentów z PBS.
Nieznany jest czynnik, który indukuje reakcję immunologiczną.

## Objawy i przebieg
Nawet do 60% chorych może nie mieć istotnych objawów klinicznych. Objawy najczęściej występujące:
- przewlekłe zmęczenie – najbardziej dokuczliwy z objawów PBC. Nasila się po wytężonym wysiłku fizycznym i nie przechodzi nawet po odpoczynku. Występuje u około 60% chorych[3].
- świąd skóry – często poprzedza występowanie innych objawów. Dotyczy około 50% chorych. Początkowo obejmuje tylko dłonie i stopy, później może przejść na całe ciało. Skóra chorego ma charakterystyczny wygląd (brunatnobrązowy kolor) z licznymi przeczosami (zmiany skórne spowodowane drapaniem). Wraz z postępem choroby zmniejsza się jego intensywność.
- suchość jamy ustnej i spojówek
- ból w prawej okolicy podżebrowej
- hepatomegalia (u 70% chorych); splenomegalia (u 20% chorych)
- żółtaki
- hiperpigmentacja skóry związana z zaburzeniami czynności przysadki
- upośledzenie trawienia spowodowane zmniejszonym wydzielaniem kwasów żółciowych – możliwość stolców tłuszczowych
- objawy chorób towarzyszących:
  - zespół Sjogrena
  - autoimmunologiczne choroby tarczycy
  - reumatoidalne zapalenie stawów
  - twardzina
  - niedokrwistość złośliwa
  - celiakia
  - toczeń rumieniowaty układowy
  - bielactwo
  - zespół Raynauda
  - włókniejące zapalenie pęcherzyków płucnych

W zaawansowanym stadium choroby:
- żółtaczka
- żylaki przełyku
- objawy marskości wątroby
- objawy nadciśnienia wrotnego

U małej grupy chorych występuje tzw. przedwczesna, duktopeniczna postać PBC z szybko postępującą żółtaczką i zaawansowanym zanikiem dróg żółciowych, ale bez cech marskości w badaniu histologicznym.

## Rozpoznanie
Do rozpoznania PBC niezbędne jest stwierdzenie przynajmniej dwóch z trzech kryteriów:
- zwiększona aktywność fosfatazy zasadowej,
- obecność przeciwciał AMA (w przypadku jego braku obecność przeciwciał anty-GP210 lub anty-SP100),
- typowy obraz histologiczny wycinka pobranego podczas biopsji wątroby[3].

### Badania pomocnicze
- zwiększona aktywność fosfatazy zasadowej i GGTP
- zwiększona aktywność aminotransferaz
- zwiększenie stężenia IgM w surowicy
- hipercholesterolemia
- bilirubina w normie – dopiero w zaawansowanym stadium choroby pojawia się żółtaczka
- obecność autoprzeciwciał: AMA, ANA, SMA

### Obraz histologiczny
- faza I – uszkodzenie dróg żółciowych; naciek zapalny z komórek jednojądrzastych; nieliczne granulocyty w przestrzeniach wrotnych
- faza II i III – reakcja przewodzikowa; nacieki zapalne w przestrzeniach okołowrotnych; żółciowa martwica kęsowa; zanik przewodzików żółciowych; włóknienie
- faza IV – dokonana marskość wątroby; makroskopowo wątroba jest ciemnozielona.

### Rozpoznanie różnicowe
PBC należy różnicować z:
- pierwotne stwardniające zapalenie dróg żółciowych
- współwystępowanie PBC z autoimmunologicznym zapaleniem wątroby – tzw. zespół nakładania (overlap syndrome)
- cholestaza polekowa
- cholestaza w przebiegu sarkoidozy
- idiopatyczne zespoły przebiegające z duktopenią i cholestazą

## Leczenie

### Leczenie niefarmakologiczne
- umiarkowany wysiłek fizyczny
- regularne ćwiczenia

Mogą one zmniejszyć poziom zmęczenia u chorego.
- częste popijanie niewielkich ilości wody
- stosowanie sztucznych łez.

### Leczenie farmakologiczne
- kwas ursodeoksycholowy (UDCA) – powoduje spowolnienie progresji choroby
- cholestyramina – leczenie świądu
- rifampicyna – przy nieskuteczności cholestyraminy
- nalokson, ondansetron, sertralina – w niektórych przypadkach mogą wywierać pozytywne działanie
- modafinil - zmniejsza objawy przewlekłego zmęczenia

### Przeszczepienie wątroby
Wskazania:
- objawy niewydolności wątroby z cechami nadciśnienia wrotnego – oporne na leczenie zachowawcze
- świąd skóry oporny na leczenie
- przewlekłe zmęczenie uniemożliwiające choremu normalne funkcjonowanie
- zmiana nowotworowa wtórna do marskości
- stężenie bilirubiny w surowicy krwi powyżej 5,9 mg/dl (100 μm/l)

5-letnie przeżycia po przeszczepie wątroby u chorych na PBC kształtują się na poziomie około 85%.

## Powikłania
- osteoporoza – profilaktyczne podawanie wapnia i witaminy D. W chwili stwierdzenia osteoporozy – leczenie bisfosfonianami. Densytometria kości powinna być wykonywana co 2 lata.
- zaburzenia w gospodarce witaminowej – głównie niedobór witamin rozpuszczalnych w tłuszczach – A, D, E, K
- marskość wątroby
- rak wątrobowokomórkowy[4]

## Rokowanie
Dobre rokowanie, gdy rozpoznano chorobę we wczesnym stadium (faza I lub II w badaniu histologicznym), lub u chorych bez objawów klinicznych. W innych przypadkach rokowanie jest gorsze.